# Chu Van An
Chu Văn An, född 1292, död 1370, var under Trandynastin föreståndare för Van Mieu, litteraturens tempel, där det idag finns en staty av honom som restes 2003. Han föddes i det som idag är Tranh Tri distriktet i Hanoi.